# Avenue Maurice Destenay
L'avenue Maurice Destenay est une artère du centre de Liège.

## Situation et accès
Elle relie le quartier des Chiroux au boulevard d'Avroy.
Voies adjacentes
- Rue André Dumont
- Rue du Méry
- Place des Carmes
- Rue des Prémontrés
- Rue du Vertbois
- Rue des Clarisses
- Rue Saint-Remy
- Place Saint-Jacques
- Boulevard d'Avroy

## Origine du nom
L'avenue rend hommage à Maurice Destenay, né à Tilleur le 18 février 1900 et mort à Liège, le 1er septembre 1973 . Homme politique libéral, il fut bourgmestre de la ville de Liège de 1963 à son décès.

## Historique
Cette artère avec berme centrale est la plus récente de son quartier. Inaugurée en 1975, elle permet de relier le pont Kennedy au boulevard d'Avroy via la rue André Dumont. Elle occupe une partie de l'ancienne propriété du couvent des Clarisses. La partie de l'avenue jouxtant le boulevard d'Avroy remplace l'ancienne rue Bertholet. Cette nouvelle percée se situe à l'arrière de l'athénée royal Charles Rogier (Liège 1) et longe la rue du Vertbois.